# Walckenaeria lepida
Walckenaeria lepida är en spindelart som först beskrevs av Kulczynski 1885.  Walckenaeria lepida ingår i släktet Walckenaeria och familjen täckvävarspindlar. Inga underarter finns listade i Catalogue of Life.